# Federated Shan States
Die Federated Shan States (deutsch Konföderierte Shan-Staaten) war ein Zusammenschluss von 33 ehemals selbständigen Shan-Fürstentümern (Mong) im Shan-Staat in Birma. Der Zusammenschluss wurde 1922 von der Britischen Kolonialregierung gefördert. 1947 schlossen sich die Mitglieder der Federated Shan States mit dem Vertrag von Panglong der Union von Burma, dem heutigen Myanmar an. Die Hauptstadt der Federated Shan States befand sich in Taunggyi. Die britische Kolonialregierung ernannte einen britischen Generalbevollmächtigten und sechs Inspektoren zu dessen Unterstützung. Zusammen mit den Fürsten (Sao Hpa) der 33 Mitgliedsstaaten bildeten die Abgesandten der Kolonialregierung die Regierung der Shan-Staaten, den Shan-Staatsrat (Shan State Council).
Die Fürsten verwalteten ihre jeweiligen Staaten selbständig mit der Unterstützung eines Premierministers, mehrerer Fachminister, eines Staatsrichters und weiterer Beamter.
Etwa 35 % des Staatseinkommens wurden an die Zentralregierung abgeführt; der Rest kam der Staatsverwaltung zugute.
1959 wurde die Macht der Fürsten im Shan-Staat unter dem damaligen birmanischen Premierminister Ne Win aufgehoben. Die meisten Fürsten gingen ins Exil.
Es gibt Bestrebungen, die Föderation wiedererstehen zu lassen.
Nicht alle Fürstentümer im heutigen Shan-Staat waren Mitglied der Konföderation. So traten die Führer der Wa diesem Verbund nicht bei. Die Wa versuchen bis heute einen eigenen Staat im Territorium des Shan-Staats zu bekommen (siehe Wa-Staat).